# Rubén Juste
Rubén Juste de Ancos (Toledo, 1985) es un sociólogo, investigador y consultor político español.

## Biografía
Rubén Juste es licenciado y doctor en Sociología por la Universidad Complutense de Madrid. Realizó su tesis doctoral sobre las puertas giratorias en el IBEX 35.
Debido a la crisis económica, emigró a Australia teniendo diversas ocupaciones. Más tarde se trasladó a Latinoamérica, instalándose primero en Paraguay, donde trabajó en la Universidad Católica Nuestra Señora de la Asunción y como consultor político para el Frente Guasú durante el mandato de Fernando Lugo hasta su destitución como presidente. Posteriormente también fue consejero para Avanza País. Dejó Paraguay para establecerse en Ecuador, trabajando en la Universidad Andina Simón Bolívar.
Desde 2016 colabora en CTXT con diversos análisis sobre la política económica histórica y actual. En 2017 se incorporó como asesor del grupo político Unidos Podemos en el Congreso.

## Obra
La investigación principal de Rubén Juste ha sido la estrecha relación entre las élites políticas y económicas en España, analizando cómo estas relaciones manejaron y manejan la política del país, desde los procesos de privatización de las grandes empresas públicas, hasta la pérdida de soberanía cuando esas mismas empresas finalmente han pasado a pertenecer a grandes capitales extranjeros. Gran parte de esta investigación, pionera en España, está recogida en su primer libro, IBEX 35. Una historia herética del poder en España.

### Libros  y artículos
- 2017 - IBEX 35. Una historia herética del poder en España.[9]
- 2020 - La nueva clase dominante. Gestores, inversores y tecnólogos. Una historia del poder desde Colón y el Consejo de Indias hasta BlackRock y Amazon.[10][11]

Selección de artículos
- 2014 - Hegemonía colorada y alternancia política en Paraguay: Los límites de la victoria de Horacio Cartes. Revista Novapolis..
- 2014 - Medios de comunicación, referencias nominales y poder en Paraguay. Revista Latina de Comunicación Social..
- 2013 - El pueblo en movimiento: el proceso de democratización en América Latina como transformación constante. Un análisis del caso de Ecuador. Revista electrónica de estudios latinoamericanos..
- 2013 - Redes de actores en medios de prensa. Una metodología para abordar la hegemonía en los medios de comunicación: el ejemplo de las elecciones de 2013 en Paraguay. Chasqui. Revista Latinoamericana de Comunicación..